# Centro Regional de Ensino Superior do Seridó
O Centro de Ensino Superior do Seridó (CERES) é um dos oito centros que compõem a Universidade Federal do Rio Grande do Norte, estando localizado no Campus de Caicó, interior do estado do Rio Grande do Norte.

## História
Nos anos 70, a UFRN, através do sistema multi-campi, iniciou um processo de interiorização de seu ensino, assim como ocorria com as demais instituições públicas de ensino superior do país. Em 1973, fundou-se o Núcleo Avançado de Caicó e em 1977, o Núcleo Avançado de Currais Novos. Nesse mesmo ano, através da Resolução nº 59/77 – CONSUNI foi criado o Centro Regional de Ensino Superior do Seridó, constituído pelos Campi de Caicó e Currais Novos. No entanto, os dois campi não chegaram a se constituir verdadeiramente em um Centro, caminhando isoladamente, do ponto de vista acadêmico-administrativo. Em 1993 foi desencadeado um conjunto de discussões e encaminhamentos que resultou nas Diretrizes para uma Política de Interiorização. Em decorrência, e visando fortalecer a presença da UFRN no Seridó, foi resgatada a iniciativa de 1977, através da resolução nº 004/99 – CONSUNI, sendo criado novamente o Centro Regional de Ensino Superior do Seridó.
Vinculada à UFRN, o CERES é uma importante forma que a universidade tem de atender o interior do estado. Em 2002, possuía os cursos de Administração, Ciências Contábeis, Direito, Geografia, História, Letras, Matemática e Pedagogia. Especialmente devido ao oferecimento dos cursos de Licenciatura em Matemática e Pedagogia, o Centro beneficia a Educação Infantil da região.
Em 2010, foi assinado o contrato para construção da biblioteca da instituição, no município de Caicó, aprimorando assim sua infraestrutura.

## Estrutura física
O CERES está localizado em uma área física de 99.647,07 m2, possuindo cerca de 9.643,58 m2 de área construída, segundo o último levantamento feito pela instituição em 2014. O Centro é composto por seis departamentos, a saber:
- Departamento de Ciências Exatas e Aplicadas (DCEA)
- Departamento de Computação e Tecnologia (DCT)
- Departamento de Direito (DIR)
- Departamento de Educação (DEDUC)
- Departamento de Geografia (DGC)
- Departamento de História (DHC)

## Universidade Federal do Seridó
Há propostas de transformar o Centro em uma Universidade independente, desmembrada da UFRN. Em 2015 o então governador Robinson Faria sinalizou apoio a essa ideia.